# Полиморфизам дужине амплифицираних фрагмената
Полиморфизам дужине амплифицираних фрагмената односно AFLP (на енглеском Amplified Fragment Length Polymorphism) је један од најзначајнијих и најкоришћенијих протокола у великом броју биолошких дисциплина. Има примену од молекуларне биологије и генетике до микробиологије и екологије. У последњој деценији двадесетог века има огроман значај у судској медицини, јер је један од протокола коришћен за генотипизацију. Сам протокол је прошао кроз већи број модификација и усавршавања, и данас се за као званичног креатора протокола узима Питер Вос, који је 1995. објавио рад под именом Истраживање Нуклеинских Киселина.
AFLP протокол се састоји од следећих корака:
- Дугачак ДНК ланац се сече са рестриктивним ензимима. Ензим је биолошки катализатор који има велику улогу у реакцијама. Рестрикциони ензим се користи у молекуларној биологији као секач, који увек сече оба ланца ДНК молекула. Рестрикциони ензим препознаје тачно одређену секвенцу на ДНК састављену од тачно одређених нуклеотида и на том месту сече ДНК. На пример, ако рестрикциони ензим препознаје секвенцу 5−'АТТАТТА−3', када иде дуж ДНК молекула у реакцији, и сваки пут кад наиђе на горенаведену секвенцу на ДНК молекулу, ензим ће да пресече ланац на томе делу. Ензими који се најчешће користе су они који препознају и секу секвенцу од четири до шест нуклеотида. Током реакције користе се по два рестрикциона ензима, један који препознаје и сече секвенцу од шест нуклеотида и други од четири.
- Тако исечени ДНК фрагменти на једном крају имају секвенцу коју препознаје шесточлани рестрикциони ензим, док на другом крају фрагмента се налази секвенца коју препознаје четворочлани ензима. Фрагменти се онда путем ензима лигаза, који има улогу лепка, спајају са адаптерима. Адаптер је позната оликонуклеотидна секвенца која је тако конструисана да на једном крају има нуклеотидну секвенцу која је комплементарна секвенци препознавања једног од употребљених рестрикционих ензима, а на другом нуклеотидну секвенцу комплементарну секвенци прајмера који ће се употребити у преамплификацији. Адаптер у овом случају има две улоге. Прво везивањем адаптера за крај фрагмента укида се место које препознају рестрикциони ензими, а истовремено добија се место за које ће се везати прајмер.
- Преамплификација је следећи корак у којем се у реакциону смешу стављају прајмери који су комплементарни секвенцама адаптера и места препознавања рестрикционих ензима, али уз додатак једног нуклеотида на 3'крају. На тај начин се умножавају само фрагменти који се завршавају комплементом тог нуклеотида, чиме се 16 пута смањује број фрагмената који ће се анализирати.
- Селективна амплификација је следећи и последњи корак у којем се у реакциону смешу стављају унапред одређени прајмери са нама познатим секвенцама, тј. секвенцом прајмера коришћених у преамплификацији уз додатак 1-5 произвољних нуклеотида додатих на 3'крају. Зато се овај корак и зове селективна амплификација јер је секвенца контролисана, тј селективна. А као крајњи резултат добијамо амплификацију само одређених фрагмената (обично од 50-100) из почетне шуме фрагмената.

Када се горенаведени хемијски процес заврши, добијемо раствор који можемо да анализирамо. Анализа се врши путем електрофорезе, где се ДНК молекул раздваја на основу величине фрагмената захваљујући електричном пољу.
Захваљујући овом протоколу могуће је уочити јасне разлике од гела до гела након електрофорезе, и на овај начин се врши генотипизација, односно генетичка идентификација.